# Christian Mergenthaler

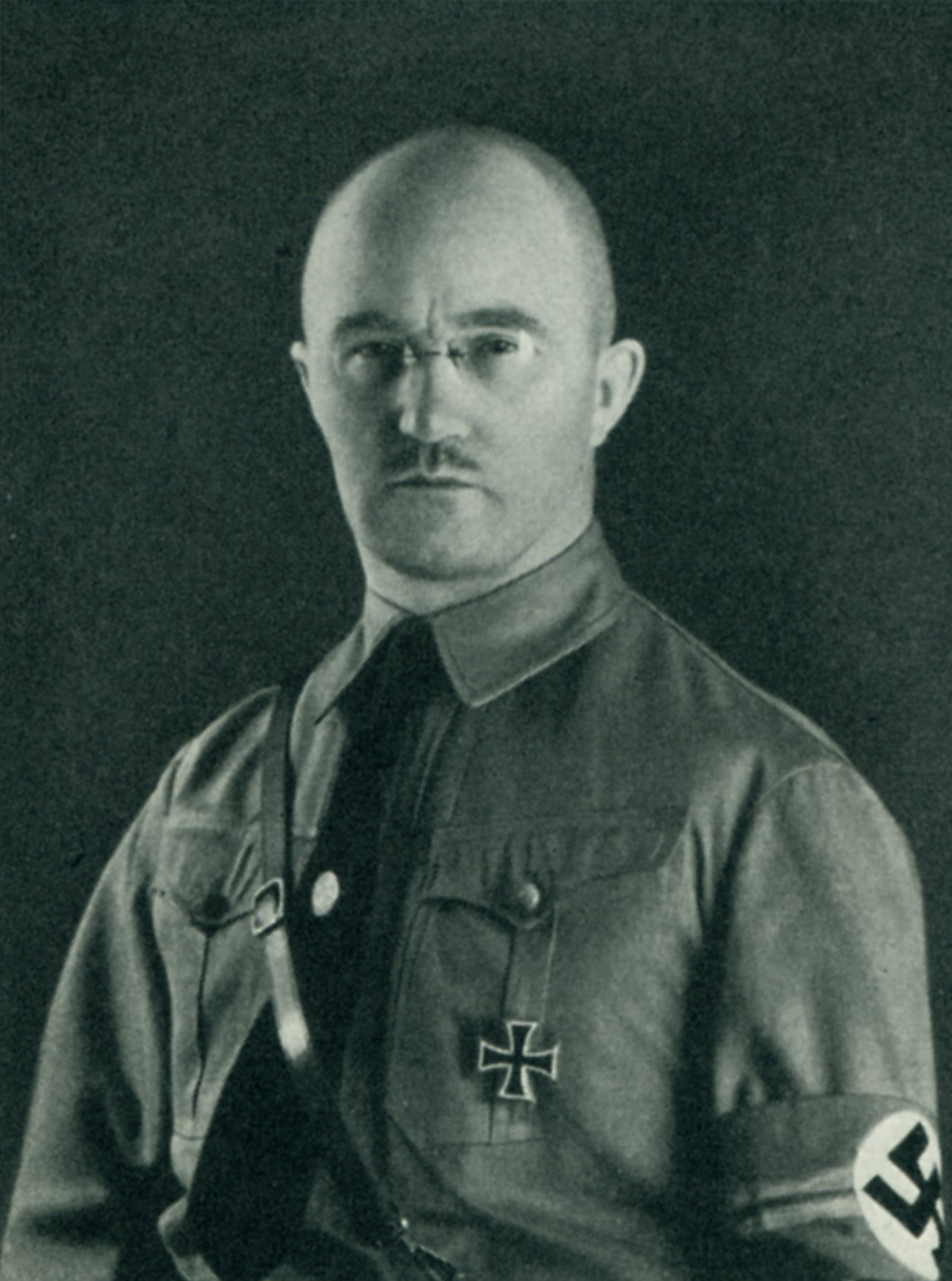
Christian Mergenthaler, fotografiert von Otto Eisenschink, um 1933

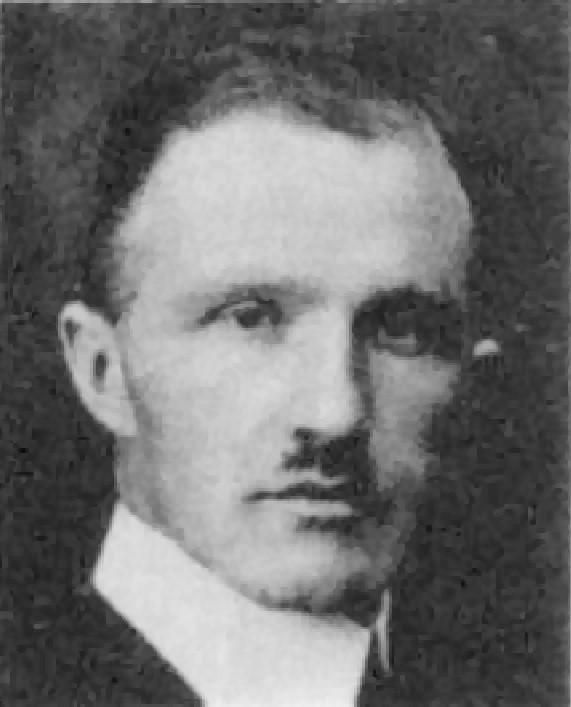
Christian Mergenthaler als Abgeordneter der NSFP im Reichstag 1924

Christian Julius Mergenthaler (* 8. November 1884 in Waiblingen; † 11. September 1980 in Bad Dürrheim) war ein deutscher Politiker (NSDAP), Mitglied des württembergischen Landtags, des Reichstags sowie württembergischer Ministerpräsident und Kultusminister.

## Leben
Christian Mergenthaler wurde in Waiblingen als Sohn eines Bäckermeisters geboren, besuchte von 1894 bis 1898 die Lateinschule und die Realschule in Waiblingen, ab 1898 die Realschule in Cannstatt, die er 1902 abschloss. Er studierte in Stuttgart, Tübingen und Göttingen und wurde Mitglied der christlichen Studentenverbindungen Stuttgarter Wingolf, Tübinger Wingolf und Göttinger Wingolf, trat aber 1928 aus allen drei Verbindungen wieder aus. 1907 legte er die erste Dienstprüfung für das höhere Lehramt ab, leistete von 1908 bis 1909 Militärdienst als Einjährig-Freiwilliger und wurde nach der zweiten Dienstprüfung 1911 Oberlehrer in der Latein- und Realschule Leonberg. Er nahm als Offizier einer Artillerieeinheit am gesamten Ersten Weltkrieg teil, die meiste Zeit davon an der Front.
Nach einem Zwischenspiel in Stuttgart wurde er 1920 Gymnasialprofessor in Schwäbisch Hall. Eine konservativ-deutschnationale, antisemitische Prägung, das radikalisierende Kriegserlebnis sowie sein angebliches Empfinden für soziale Fragen führten Mergenthaler politisch in die extreme Rechte. In Schwäbisch Hall war er 1922 Mitbegründer der NSDAP-Ortsgruppe, für die er sich als Redner stark engagierte. Nach dem Verbot der NSDAP wirkte er ab 1923 als Mitglied der Nationalsozialistischen Freiheitsbewegung. Für sie saß er ab 1924 im Württembergischen Landtag; im selben Jahr kurzzeitig sogar im Reichstag. Zum 27. Juli 1927 trat er nach dem Niedergang der NSFB erneut in die NSDAP ein (Mitgliedsnummer 70.178), weil er die Alleinherrschaft Adolf Hitlers in der Partei für schädlich hielt. Im Kampf um den Posten des Gauleiters der NSDAP musste er sich seinem Rivalen Wilhelm Murr geschlagen geben, woraus massive Spannungen bis zu Murrs Tod 1945 resultierten. Ein Amt in der NSDAP bekleidete Mergenthaler nicht. In der SA war er Obergruppenführer und trug bei öffentlichen Anlässen stets diese Uniform. Von 1928 bis 1932 vertrat er als einziger Abgeordneter der NSDAP die Ziele seiner Partei im Württembergischen Landtag und zeigte sich hierbei – wie schon während seiner Zeit in Schwäbisch Hall – als aggressiver Antisemit. 1929 versetzte man ihn von Schwäbisch Hall nach Stuttgart-Cannstatt an das dortige Gymnasium.
Nach dem „Erdrutschsieg“ der NSDAP 1932 wurde er Landtagspräsident, 1933 württembergischer Ministerpräsident und Kultminister. Da das erstere Amt aufgrund der Gleichschaltung der Länder gegenüber dem Gauleiter und Reichsstatthalter Murr erheblich an Bedeutung verlor, spielte die Funktion als Kultminister die wichtigere Rolle. In seine Zeit als Minister fallen die Abschaffung der Bekenntnisschulen, die Gründung einer Lehrerhochschule für die Volksschullehrerausbildung, die Einführung von Aufbauschulen für begabte Volksschüler auf dem Land sowie die Erweiterung des schulischen Angebots im Bereich der Berufsbildung. Begleitet wurden diese Reformen durch eine strikte Durchsetzung nationalsozialistischen Gedankenguts in der Schulverwaltung. Mergenthaler griff im Sinne der NS-Ideologie rücksichtslos gegen missliebige Lehrer und Schulleiter durch, die er versetzte oder aus ihren Ämtern entfernte. Junge Lehrer wurden unter massiven Druck gesetzt, in die NSDAP einzutreten und sich darin aktiv zu betätigen. Heftige Auseinandersetzungen führte Mergenthaler mit den Kirchen, insbesondere der Evangelischen Landeskirche in Württemberg und deren Landesbischof Theophil Wurm. Hierbei nutzte er die Schulverwaltung gezielt als Waffe im „weltanschaulichen Kampf“. Mergenthaler, der selbst 1941 aus der Kirche austrat, griff massiv in die Lehrpläne des Religionsunterrichts ein, verbot die Behandlung bestimmter Teile der Bibel, da sie dem „sittlichen Empfinden der germanischen Rasse“ widersprächen, kürzte Staatsbeiträge an die Kirchen, verbot Pfarrern, die das Treuegelöbnis auf Hitler nicht ablegten, die Erteilung des Religionsunterrichts und ordnete schließlich 1939 die Einführung eines nationalsozialistisch gefärbten „Weltanschaulichen Unterrichts“ an Stelle des Religionsunterrichts an. Mit seinem harten Vorgehen gegen die Kirchen schadete er seiner Sache mehr, als er nutzte, und stiftete Verwirrung und Unfrieden, so dass er teilweise durch den Gauleiter und die NS-Reichsregierung gebremst wurde. Auf lokaler Ebene führten seine Maßnahmen oft zu bitteren Konflikten zwischen den Vertretern der Kirche und denjenigen der NSDAP und der Schulbürokratie, die in der kirchlich stark gebundenen Bevölkerung Württembergs teilweise eine erkennbare Entfremdung gegenüber Partei und Behörden bewirkten.
Von 1945 bis 1949 war Mergenthaler im Internierungslager Balingen in Haft, in seinem Spruchkammerverfahren wurde er 1948 als „Hauptschuldiger“ verurteilt, wogegen er keinen Widerspruch einlegte. Nach seiner Entlassung aus dem Lager lebte er zurückgezogen in seinem ihm belassenen Haus in Korntal-Münchingen und trat öffentlich nicht mehr auf. Ab 1951 erhielt er eine Unterhaltsbeihilfe, ab 1953 auf dem Gnadenweg die Pension eines Studienrats. 1980 starb er in Bad Dürrheim.